# Kosmologický princip
Kosmologický princip je předpoklad uvedený na základě pozorování velkých vesmírných struktur (např. reliktního záření) tvrdící, že:
Ve velkých měřítkách je vesmír homogenní a izotropní.
Velkými měřítky se přitom myslí vzdálenosti větší než 500 Mpc. Tento fakt významně omezuje možný tvar vesmíru (a tedy i přípustné modely jeho vývoje). Kosmologický princip mimo jiné podporuje Koperníkův princip, který tvrdí, že poloha Země není ve vesmíru výjimečná.
Pozorování z 21. století tento starý princip narušují.